# Miniarboretum U Holubů
Miniarboretum U Holubů je soukromé arboretum ve Staříči v okrese Frýdek-Místek v Moravskoslezském kraji, které bylo založeno roku 1993. Na ploše jeden hektar se nachází přes 2500 druhů rostlin. V arboretu je několik skalek a jezírek a květnatá louka. Zabývá se pěstováním hlavně malých a zakrslých dřevin (bonsají a čarověníků), ale i jiných okrasných rostlin, především jehličnanů, hajniček, azalek, rododendronů, vřesů a vřesovců; nachází se zde i sbírka javorů. V arboretu jsou také šlechtěny nové druhy rostlin.